# Кети (селище)
Кети (на арменски: Քեթի) е село и община в Армения, област Ширак. Според Националната статистическа служба на Армения през 2012 г. има 1117 жители.

## Демография
Броят на населението в годините 1831–2004 е както следва: